# Рыбная Ватага
Ры́бная Вата́га — деревня в Кильмезском районе Кировской области, административный центр Рыбно-Ватажского сельского поселения.

## Название
Согласно основным значениям слова «ватага» оно тюркского происхождения, и обозначает «артель из людей, собравшихся для какого-либо общего дела или промысла» и «места ловли рыбы, а также артели рыбаков для этого лова».

## География
Расстояние до районного центра (посёлок Кильмезь) — 31 км, до областного центра — 173 км. Расположена на берегу реки Лобань.

## История
Согласно Списка населённых мест Вятской губернии по сведениям 1859—1873 гг. деревня находилась в Малмыжском уезде, «при реке Лобани» на просёлочной дороге от Больше-Кильмеза, к границе Уржумского уезда, имела 40 дворов и 229 жителей. По Реестру селений и жителей на 1891 год была центром Рыбноватажской волости с числом жителей 296. По переписи населения 1926 года являлась центром одноимённого сельсовета с населением 451 человек.

## Население
| 2010 | 2014 | 2015 |
| ---- | ---- | ---- |
| 479  | ↗510 | ↘509 |

## Застройка
Улицы деревни: Лесная, Магистральная, Механизаторов, Мира, Молодёжная, Нагорная, Новая, Первомайская, Школьная, Юбилейная, Октябрьский проезд
.

## Известные жители
- Мельников Иван Иванович (1905—1995) — советский военачальник, генерал-майор (1943) — участник Гражданской войны в Испании, Советско-финской и Великой Отечественной войны.